# Варакин, Алексей Павлович
Алексей Павлович Варакин (1911—2000) — советский спортсмен и тренер по современному пятиборью. Первый чемпион СССР по современному пятиборью (1947). Мастер спорта по фехтованию и современному пятиборью. Заслуженный тренер СССР по современному пятиборью (1972).
Судья международной категории. Полковник Вооружённых Сил в отставке.

## Биография
В 1940 году окончил ГЦОЛИФК.
Участник Великой Отечественной войны. Награждён орденом Отечественной войны II степени.
В 1947 году стал первым чемпионом СССР по современному пятиборью.
На Олимпиаде 1952 был тренером сборной команды СССР по пятиборью.
С 1947 года преподаватель в Краснознамённом военном институте физической культуры и спорта им. В. И. Ленина (Военный институт физической культуры г. Ленинград). В период с 1955 по 1960 гг. возглавлял кафедру «Преодоления препятствий, рукопашного боя и горной подготовки» (кафедра «Рукопашного боя, бокса и фехтования»).
Кандидат педагогических наук. Профессор. Был заведующим кафедрой фехтования и современного пятиборья ГЦОЛИФК (Москва).
Является автором более 100 научных работ, учебника по рукопашному бою для военно-учебных заведений и др.